# Tablice rejestracyjne w Szwajcarii

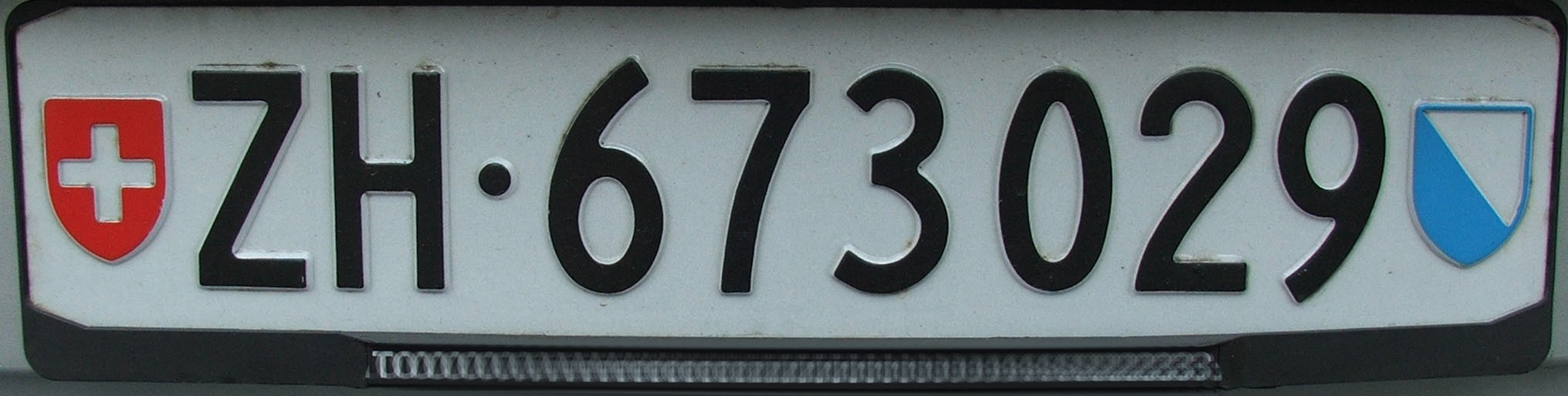
Szwajcarska tablica rejestracyjna z kantonu Zurych (ZH).

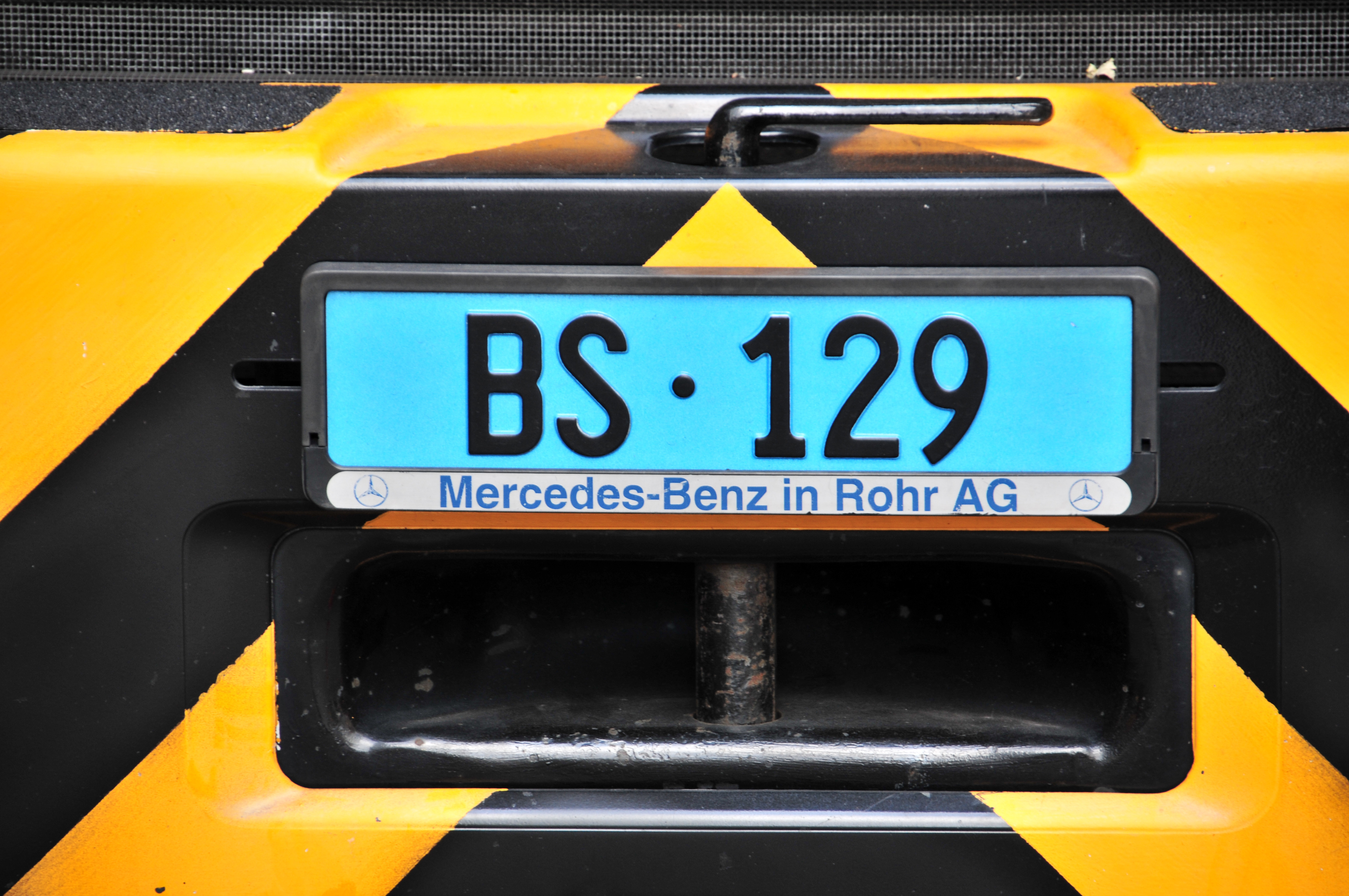
Bazylea-Miasto

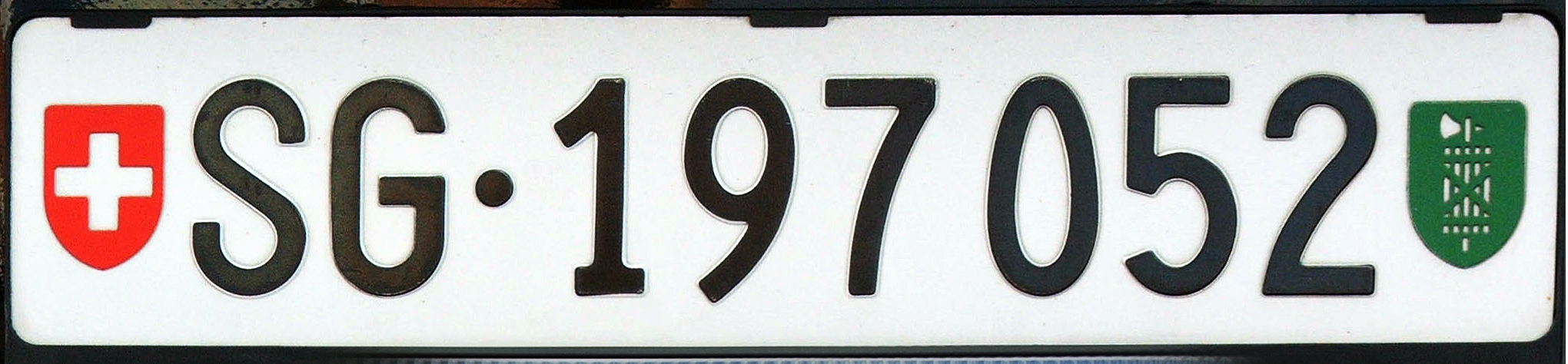

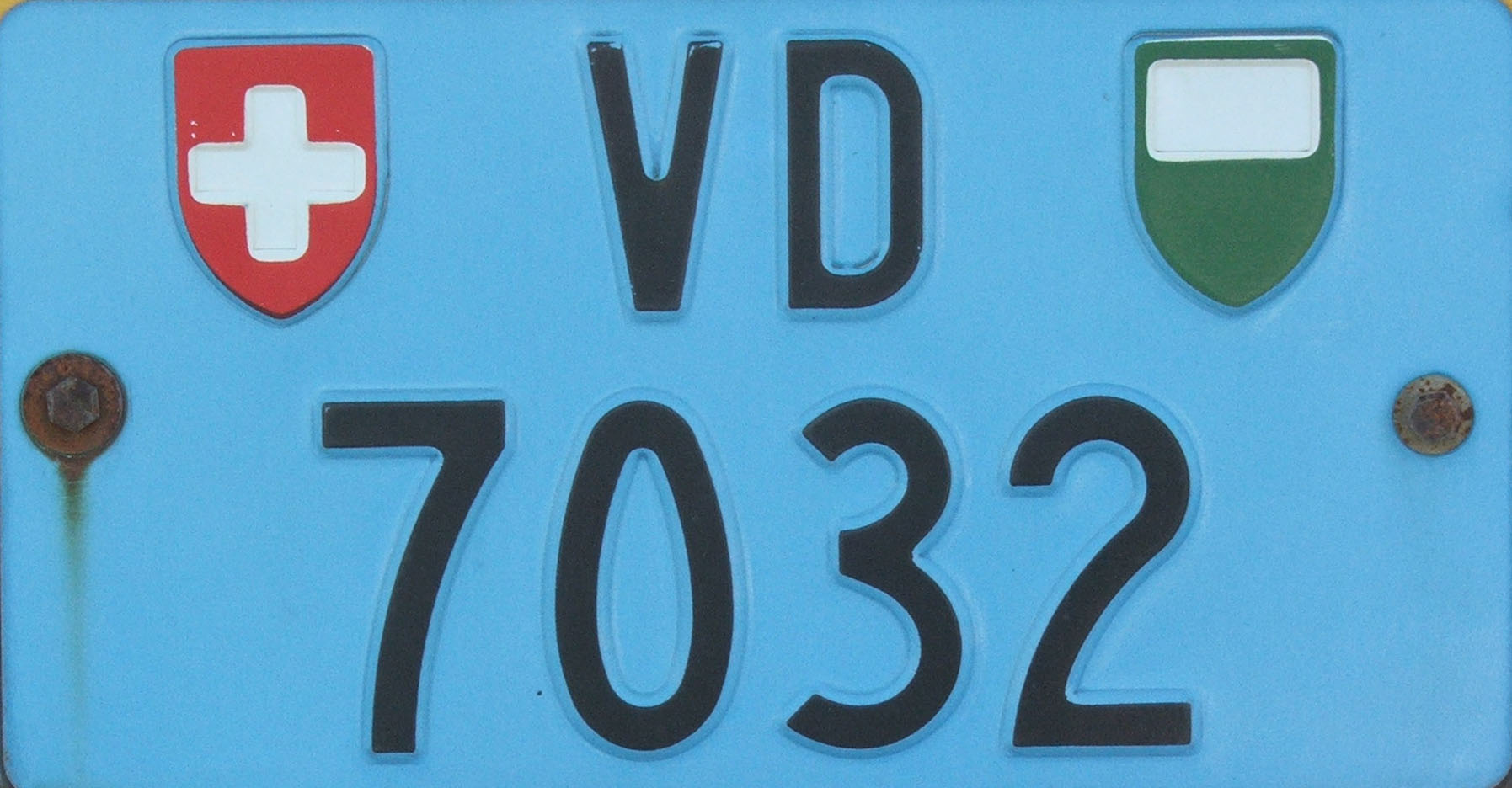

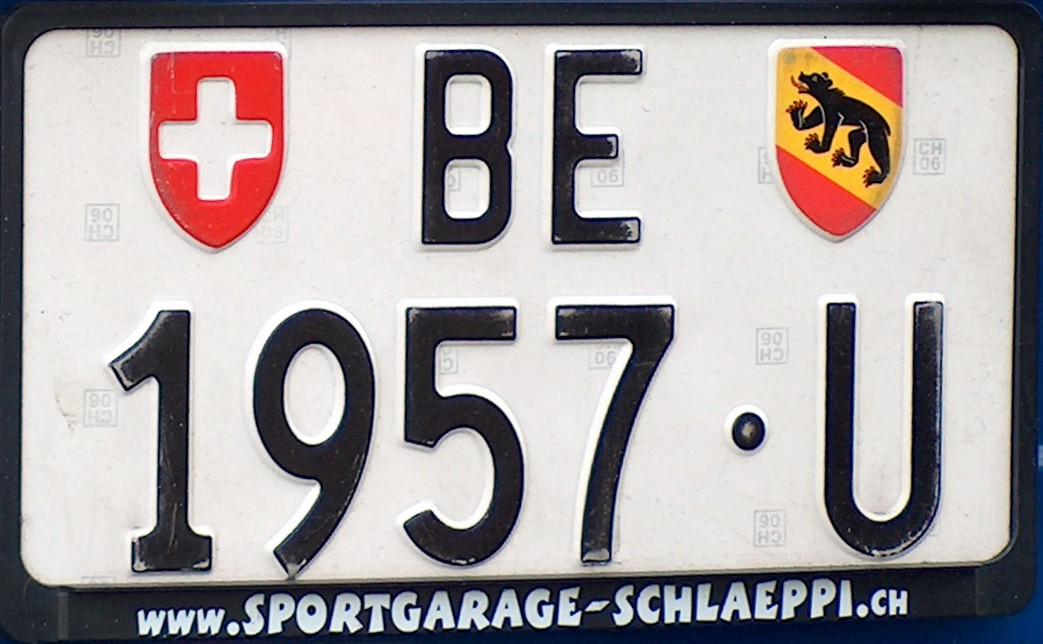

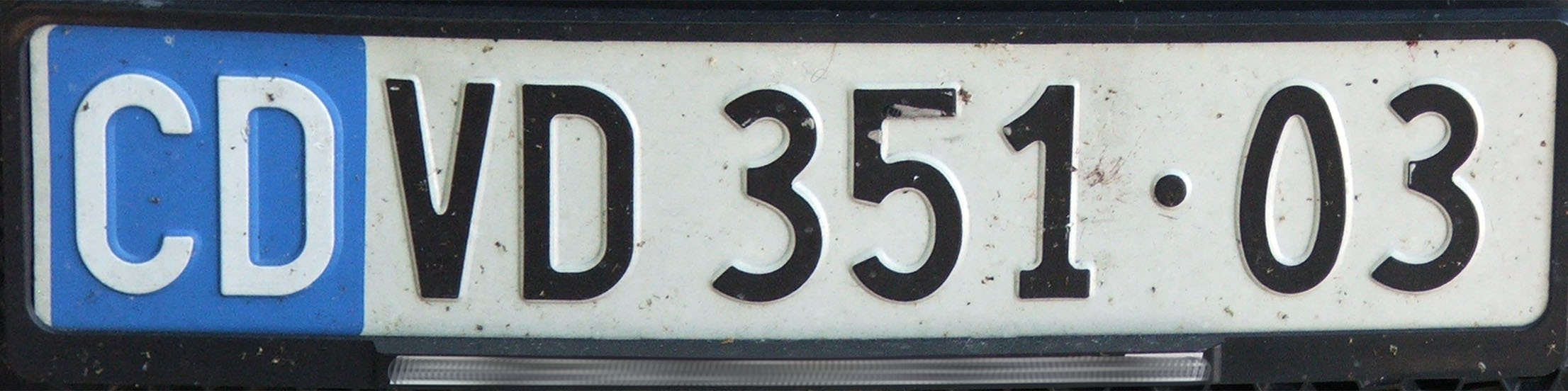

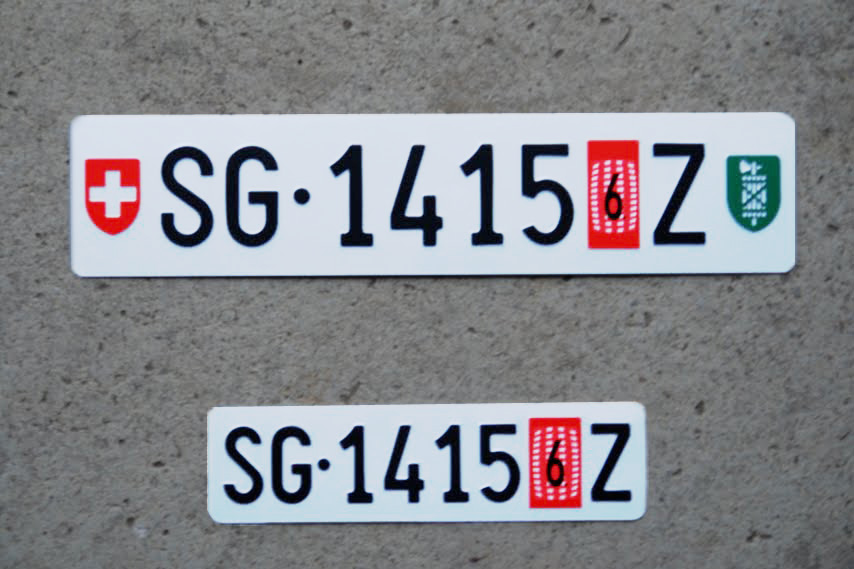
Szwajcarskie tablice celne (tył i przód) z kantonu Sankt Gallen (SG).

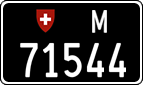

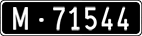

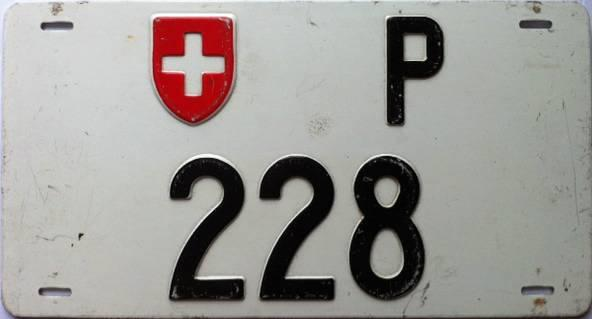

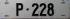

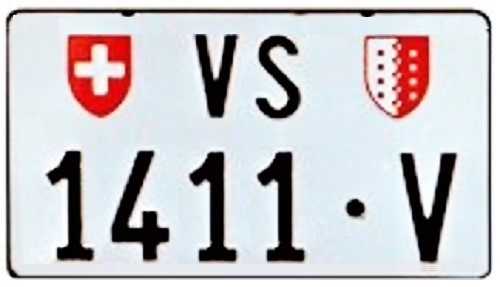

Szwajcarskie tablice rejestracyjne zawierają: 
- herb Szwajcarii
- godło kantonu
- skrót kantonu.
- numer przydzielany kolejno każdemu właścicielowi.
- literę „U” w przypadku garażowania innych samochodów przez właściciela tablic.
- literę „Z” w przypadku pozwolenia czasowego przez urząd celny na użytkowanie pojazdu bez obowiązku jego importu.
- skrót „CD” (korpus dyplomatyczny) gdy właściciel tablic należy do niego.

Tablice rejestracyjne opracowane są na zasadzie odczepiania ich w razie konieczności i przewieszenia ich do innego samochodu zarejestrowanego na ten numer. 
Zalety: 
- nieograniczona liczba numerów rejestracyjnych (numer może być zarówno jedno jak i wielocyfrowy - dotychczas sześciocyfrowy)
- dodatkowy znacznik kantonu poza skrótem (godło)
- możliwość zarejestrowania na jeden numer więcej niż jednego samochodu

Wady: 
- brak wyróżnika miast (tablice są jednakowe dla całego kantonu)
- możliwość zgubienia „tablic” przyczepionych na magnesy.